# Foco (figlio di Ornizione)
Foco (in greco antico: Φῶκος?, Phṑkos) è un personaggio della mitologia greca, e uno dei possibili eponimi della Focide.

## Genealogia
Figlio di Ornizione, sposò Antiope e divenne padre di Ornizione (od Ornito), figlio a cui diede il nome del proprio padre e che a sua volta divenne il padre di Naubolo.

## Mitologia
Curò Antiope che ritrovò mentre vagava in preda alla follia dovuta all'influenza di Dioniso ed in seguito la sposò. 
Lasciò in regno di Corinto al fratello Toante e fu il primo colonizzatore della Daulide (che comprendeva città di Tithorea ed una parte del monte Parnaso) e divenne l'eponimo della Focide estendendone il territorio. 
Il suo nome significa "foca" e Pausania scrive che i due coniugi (lui ed Antiope) sono stati seppelliti nella stessa tomba.
Per via dell'omonimia viene a volte confuso con il figlio di Poseidone e di Pronoe (figlia di Asopo) che a sua volta è ritenuto l'eponimo della stessa regione.